# Кіно (журнал, Львів)
«Кіно» — львівський кінематографічний часопис. Виходив у 1930—1936 роках.
Часопис кіно-фільмової індустрії (двотижневий журнал кінематоґрафії) «Кіно» висвітлював різні сторони кіноіндустрії. Це був єдиний тогочасний україномовний часопис такого типу в Галичині, видання прагнуло подавати фахові матеріали про кіно українською мовою, конкуруючи з польськомовними часописами.

## Основні дані
- Видавець і редактор: Соня Куликівна — власниця кіноконцерну «Соняфільм»[3].
- Друк: Ставропігійський інститут, Львів (1930, ч. 1—2); «Штука», Львів (1930, ч. 3 — 1933); «Альфа» (1933—1936)
- Формат: (коливався) 27,5—29,5 × 20—21 см.
- Наклад першого номера становив 5000 примірників
- Обсяг коливався від 8 до 16 сторінок (крім першого номера, який мав 7 сторінок)

Перше число вийшло 15 вересня 1930 року. Виходили числа:
- 1930 — 1—4
- 1931 — 1—12, 13/14, 15/16, 17—24 (21—28)
- 1932 — 1/2, 3/4, 5/6, 7/8, 9/10, 11/12 (39/40), 41—43, 44/45, 46—47 (18—19)
- 1933 — 48/49, 50/51, 52/53, 53/54 55/56, 57/58, 59/60, 61/62, 63/64 (17/18)
- 1934 — 65/66, 67/68, 69/70, 71/72, 73/74 (9/10)
- 1935 — 75/76, 77/78, 79/80, 81/80 (7/8)
- 1936 — 83/84 (1/2)

## Тематика
Заохочувати галичан до власного кіновиробництва та розвитку кіноаматорського руху мали на меті матеріали Соні Куликівни «До нашої молоді» (1930. — Ч. 2), Анатоля Курдидика «Можливости фільмової продукції на Західних Землях» (1930. — Ч. 3), Осипа Барана «Завдання українського кінооператора» (1931. — Ч. 3) та Юліана Дороша «Пролом у молоде кіномистецтво» (1931. — Ч. 10). Автори передусім наголошували на потребі розпочинати продукування із культурфільмів, в яких би підкреслювалася самобутність українців як нації, а основними принципами молодих кіноаматорів мали стати «націоналістична конструкція», «клясово національний гарт», «всестороннє знання» (1930. — Ч. 2).
Окрім новин зі світу кіно, журнал містив інформацію про театральне життя, головно Львова, в рубриці «Театр». Розвиток кінематографу спричинив зменшення відвідування театрів та зубожіння театральних акторів, про що писав Олесь Степовий — редактор відділу «Вісти з театру» — у статті «Рефлексії року». Журнал «Кіно» публікував репертуар театрів у Львові, розповідав про театральне життя радянської України, успіхи української опери за кордоном, гастролі українських театрів.
Часопис мав розділи «Радіо» та «Фото». Редактором відділу «Радіо» був дипломований радіотехнік Александер-Богдан Цибульський, який розміщував на сторінках журналу інформацію про новинки радіотехніки.